# CowParade
El CowParade es una exhibición internacional pública que ha sido mostrada en grandes ciudades de todo el mundo. El concepto es simple: artistas locales decoran esculturas en fibra de vidrio con forma de vacas; luego las esculturas son distribuidas por el centro de las ciudades, en lugares públicos como estaciones de metro, avenidas importantes y parques.
Las esculturas suelen mostrar diseños que rememoran la cultura y la vida local, así como otros temas de importancia tanto local como nacional. Después de que las esculturas son exhibidas en la ciudad (durante varios meses), estas son subastadas, y las ganancias son donadas a organizaciones sin fines de lucro.
Existen pocas variaciones en la forma, pero las tres formas más comunes de vacas fueron creadas por el escultor suizo Pascal Knapp, quien fue contratado específicamente para crear las vacas de los eventos del CowParade. Pascal Knapp posee los derechos de autor de las formas de vacas de pie, tumbadas y en pastoreo utilizadas en los eventos de CowParade.

## Historia
El concepto de CowParade fue creado en Zúrich, Suiza, en 1998, por el director artístico Walter Knapp, se basa en una idea que se realizó en la misma ciudad por primera vez en 1986: fueron pintados leones y luego se exhibieron en toda la ciudad. La exhibición ganó renombre internacional cuando el empresario Peter Hanig organizó el evento en Chicago en 1999.
Las vacas, cuyas últimas visitas a España, fueron la exposición de 2009 en Madrid, y en Vigo en 2007, han provocado el surgimiento de multitud de muestras imitadoras que han tomado como referencia la idea de la exposición pública de esculturas de fibra de vidrio y la posterior subasta, aunque adaptándola a la fauna asociada simbólicamente al lugar. En Berlín, por ejemplo, se han hecho populares los osos de la United Buddy Bears, aunque en este caso promueve la tolerancia, el diálogo entre los pueblos y la coexistencia pacífica, un proyecto que se originó como iniciativa privada del matrimonio formado por Eva y Klaus Herlitz.

## Vacas del CowParade

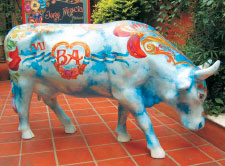
Vaca Fileteada en el CowParade de Buenos Aires, 2006
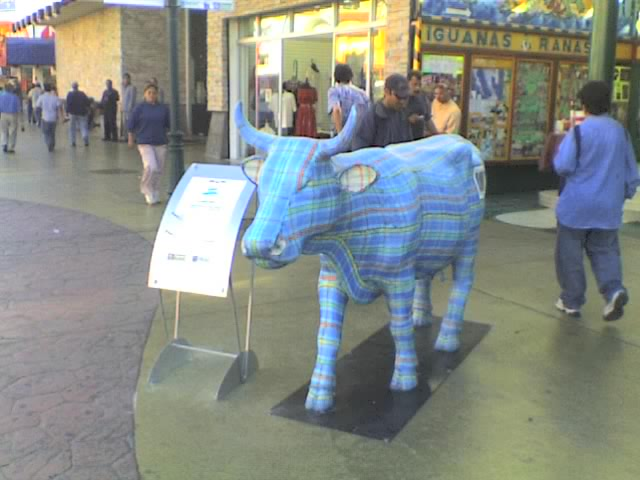
Una vaca en la Revolucion Avenue, del CowParade de Tijuana, 2008
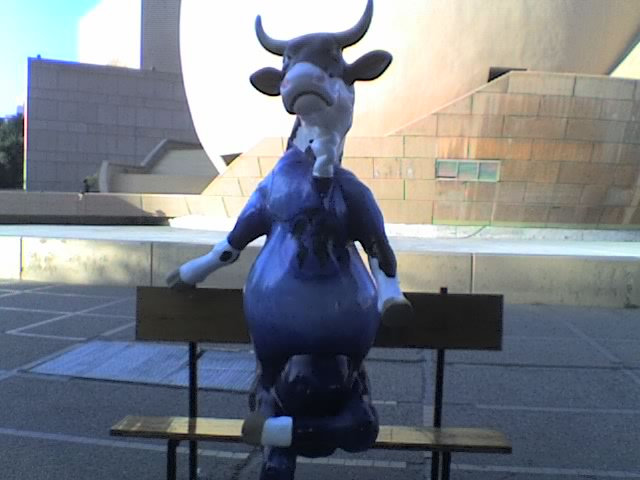
Vaca de El chico de la banca, en el CECUT, del CowParade de Tijuana, 2008
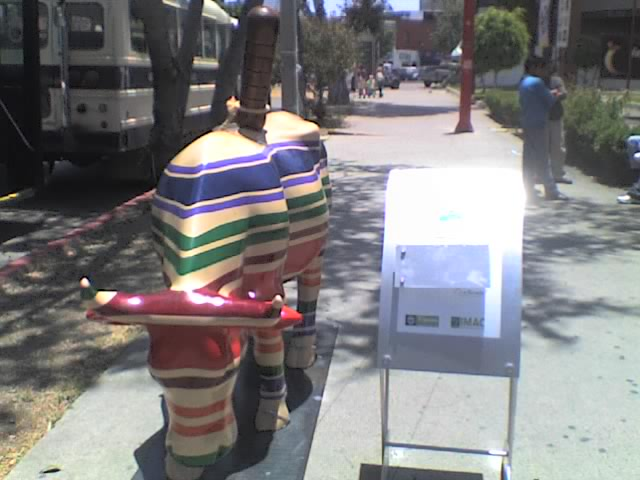
Vaca Vacalero, del Paseo de los Heroes, en el CowParade de Tijuana, 2008.
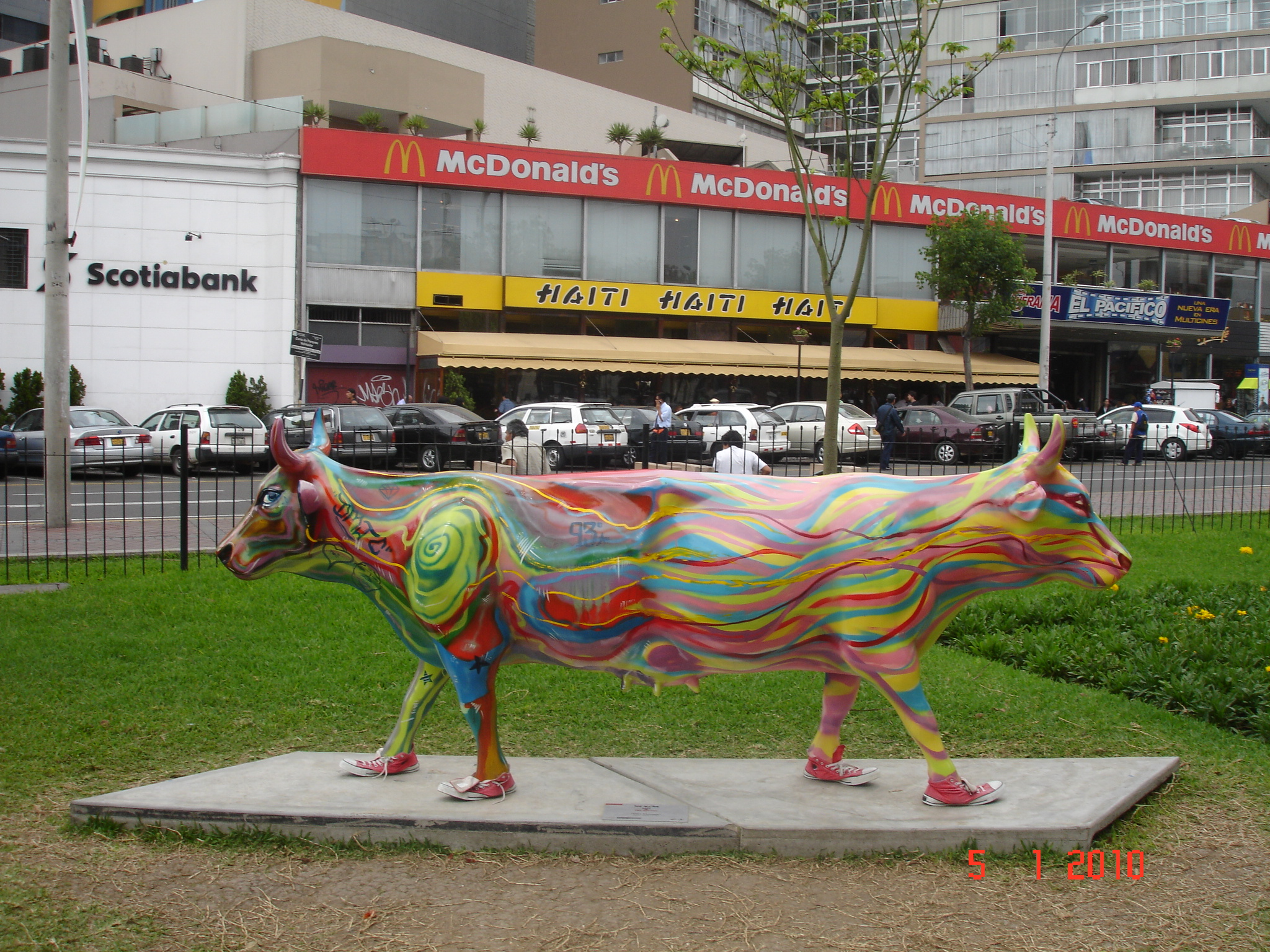
Double-cow (Doble vaca) en Lima (Perú), 2010
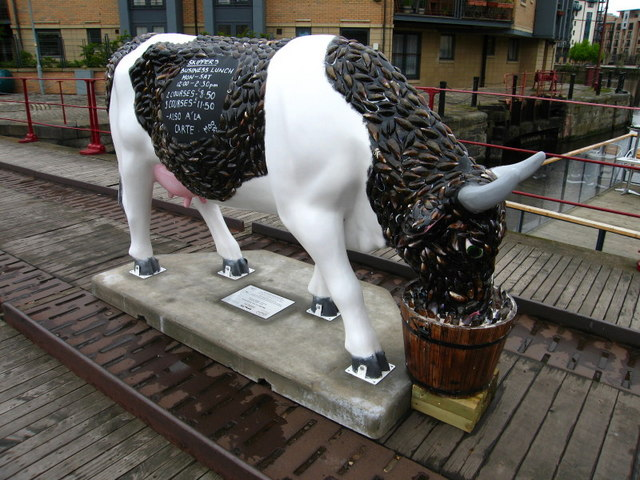
Moules on the Waterfront en el CowParade de Edimburgo, 2006
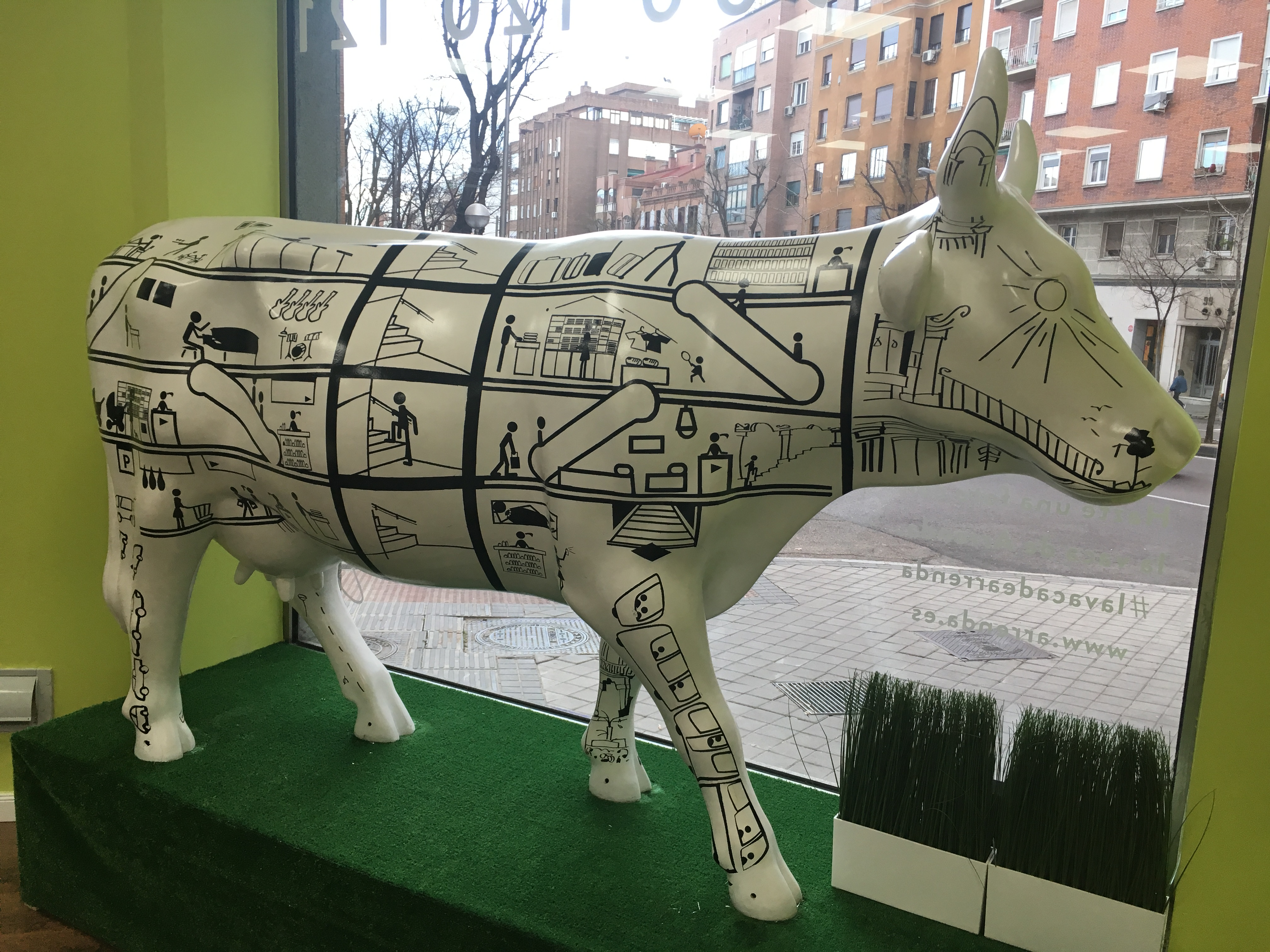
Vaca del CowParade de Madrid, 2009.

## Ciudades CowParade

### América
- Lima, Perú (2009)
- León, México (2008)
- Río de Janeiro, Brasil (2008)[2]
- Tijuana, México (2008)
- Quepos, Costa Rica (2008)
- San José, Costa Rica (2008)
- Guadalajara, México (2006)
- Ciudad de México, México (2006)
- Mexicali, México (2006)
- Buenos Aires, Argentina (2006)
- Madison, Wisconsin (2006)
- Boston, Massachusetts (2006)
- Belo Horizonte, Brasil (2006)
- São Paulo, Brasil (2006)
- Recife, Brasil (2017)
- Curitiba, Brasil (2006)
- Portland, Oregón (2005)
- Harrisburg, Pensilvania (2004)
- West Hartford, Connecticut (2003)
- Atlanta, Georgia (2003)
- Las Vegas, Nevada (2002)
- San Antonio, Texas (2002)
- Houston, Texas (2001)
- Kansas City, Misuri (2001)
- Nueva York, Nueva York (2000)
- Stamford, Connecticut (2000)
- West Orange, Nueva Jersey (2000)
- Chicago, Illinois (1999)

### Europa
- Telemark, Noruega (2006)
- Budapest, Hungría (2006)
- París, Francia (2006)[3]
- Lisboa, Portugal (2006)
- Edimburgo, Escocia (2006)
- Moscú, Rusia (2006)
- Florencia, Italia (2005)
- Bilbao,  España (2001)
- Barcelona, España (2005)
- Madrid, España (2009)
- Vigo, España  (2007)
- Atenas, Grecia (2006)
- Bucarest, Rumania (2005)
- Varsovia, Polonia (2005)
- Bratislava, Eslovaquia (2005)
- Ginebra, Suiza (2005)
- Mónaco (2005)
- Praga, República Checa (2004)
- Mánchester, Inglaterra (2004)
- Estocolmo, Suecia (2004)
- Dublín, Irlanda (2003)
- Bruselas, Bélgica (2003)
- Isla de Man (2003)
- Londres, Inglaterra (2002)
- Ventspils, Letonia (2002)
- Milán, Italia (2007)

### Oceanía
- Auckland, Nueva Zelanda (2003)
- Sídney, Australia (2002)

### Asia
- Tokio, Japón (2006)

### África
- Sudáfrica (2004)